# 鳞生碘泡虫
鳞生碘泡虫（学名：Myxobolus squamosus）为碘泡科碘泡虫属的动物。分布于美国以及广东、湖北、四川、浙江、陕西、江西等，营寄生生活，寄生在鳃、鳃盖、鳔、脾（麦穗鱼）、体表（条纹二须鲃、麦穗鱼）、肾（麦穗鱼、鳜、半刺厚唇鱼、油粲、高体鰟鮍、子陵栉虾虎、吻虾虎）、鳍（麦穗鱼）、肠（麦穗鱼、赤眼鳟）、胆囊（麦穗鱼、刺鳞梨头鳅）、肝（鳊、赤眼鳟）、肠壁（麦穗鱼）。